# Palpada langi
Palpada langi är en tvåvingeart som först beskrevs av Charles Howard Curran 1934.  Palpada langi ingår i släktet Palpada och familjen blomflugor. Inga underarter finns listade i Catalogue of Life.